# س. س. أدكوك
س. س. أدكوك (بالإنجليزية: C. C. Adcock)‏ هو مغني ومغن مؤلف أمريكي، ولد في 1969 في لافاييت في الولايات المتحدة.

## وصلات خارجية
- س. س. أدكوك على موقع ميوزك برينز (الإنجليزية)
- س. س. أدكوك على موقع ديسكوغز (الإنجليزية)